# Füzéri György
Füzéri György aranyműves, Kolozsvár jegyzője.
A kolozsvári városi tanács jegyzője volt. Társszerzőként vett részt annak a bizottságnak a munkájában, amely a kolozsvári magisztrátus megbízásából 1735-ben összeírta a városban található feliratokat. Jelentésük címe: Descriptio civitatis Claudiopolis ab origine repetita inscriptionibus, in moenibus et aliis notabilius aedificiis undique conspicuis, pro augmento et varietate incolarum ac religionum, pro vicissitudinibus fatorum, directione item politica, usque ad modernum statum, continuata et compendiose concinnata. (Magyarul megjelent 1865-ben Vass József fordításában Emléklapok Kolozsvár előkorából címmel, illetve 1944-ben Márkos Albert fordításában megjelent az Erdélyi Ritkaságok sorozatban.)